# NGC 702
NGC 702 est une vaste galaxie spirale barrée située dans la constellation de la Baleine. NGC 702 a été découverte par l'astronome germano-britannique William Herschel en 1784.

## Caractéristiques
Sa vitesse par rapport au fond diffus cosmologique est de 10 305 ± 25 km/s, ce qui correspond à une distance de Hubble de 152 ± 11 Mpc (∼496 millions d'al).
La classe de luminosité de NGC 702 est II_III et elle présente une large raie HI.
Halton Arp a inscrit cette galaxie à son atlas sous la cote ARP 75 parce qu'il croyait voir une galaxie spirale avec un petit compagnon très brillant. Comme les images modernes le montrent, il est clair que c'était une erreur.